# Джонсон (Вермонт)
Джонсон (англ. Johnson) — місто (англ. town) в США, в окрузі Ламойлл штату Вермонт. Населення — 3491 особа (2020).

## Демографія
Згідно з переписом 2010 року, у місті мешкало 3446 осіб у 1210 домогосподарствах у складі 685 родин. Було 1345 помешкань
Расовий склад населення:
| - 94,7 % — білих - 1,3 % — чорних або афроамериканців - 0,7 % — корінних американців - 0,6 % — азіатів |

До двох чи більше рас належало 2,1 %. Частка іспаномовних становила 1,4 % від усіх жителів.
За віковим діапазоном населення розподілялося таким чином: 17,8 % — особи молодші 18 років, 73,1 % — особи у віці 18—64 років, 9,1 % — особи у віці 65 років та старші. Медіана віку мешканця становила 28,1 року. На 100 осіб жіночої статі у місті припадало 106,3 чоловіків;  на 100 жінок у віці від 18 років та старших — 108,3 чоловіків також старших 18 років.
Середній дохід на одне домашнє господарство  становив 53 231 долар США (медіана — 36 833), а середній дохід на одну сім'ю — 68 405 доларів (медіана — 58 690). Медіана доходів становила 35 506 доларів для чоловіків та 49 076 доларів для жінок. За межею бідності перебувало 24,8 % осіб, у тому числі 23,6 % дітей у віці до 18 років та 15,1 % осіб у віці 65 років та старших.
Цивільне працевлаштоване населення становило 1847 осіб. Основні галузі зайнятості: освіта, охорона здоров'я та соціальна допомога — 30,8 %, мистецтво, розваги та відпочинок — 15,6 %, роздрібна торгівля — 15,3 %.